# Luchita Hurtado
Luchita Hurtado (Maiquetía, Venezuela; 28 de octubre de 1920-Santa Mónica, California; 13 de agosto de 2020) fue una pintora de origen venezolano, cuyo estilo artístico estuvo inmerso entre el surrealismo, y el informalismo. Durante 7 décadas trabajó y realizó exposiciones en galerías de Estados Unidos en Los Ángeles, Taos (Nuevo México), Chicago y Santa Mónica.

## Biografía
Luchita Hurtado emigró a Estados Unidos con su familia a los 8 años de edad y se instalaron en Nueva York. Se formó en la Liga de estudiantes de arte de Nueva York y posteriormente estudió Bellas Artes en el Washington Irving High School. Desarrolló un gran interés en los movimientos políticos antifascistas.
Fue voluntaria en el periódico español La Prensa donde conoció al periodista chileno Daniel de Solar. A través de Solar conoció a muchas personalidades latinas de las letras y las artes. Hurtado se casó con Solar, pero se divorciaron en 1942.

## Trayectoria
Comenzó su carrera artística a principios de los años 40, trabajando como ilustradora de moda para Condé Nast y como muralista para las tiendas Lord & Taylor. Del Solar la introdujo en un mundo intelectual que marcó el curso de su vida y su carrera, como el conocer al pintor mexicano Rufino Tamayo, que se convirtió en un buen amigo. Los dos se reunían en su cocina para pintar y hablar de negocios, a menudo escogiendo colores de su entorno e imaginando cómo los recrearían en el lienzo.
En esa época realizó varias estancias en México, donde conoció artistas como Frida Kahlo, Remedios Varo, Leonora Carrington y Wolfgang Paalen, quien se convirtió en su marido. Con él se mudó a San Francisco a finales de los años 40 y allí Paalen formó parte del Dynaton Group, un movimiento artístico de carácter post-surrealista, con influencias estéticas extraídas de la espiritualidad de las culturas precolombinas y nativo-americanas. Si bien ella no formó parte de aquel grupo formalmente, sí fue asociada a él e influenció sur arte
Durante este tiempo, su círculo de amistades y artistas se amplió. Una de esas conexiones que hizo fue con la bailaría japonesa Ailes Gilmour. Gilmour era la media hermana del pintor y escultor japonés Isamu Noguchi. Noguchi y Hurtado tuvieron mucho trato y visitaron a menudo galerías juntos. Más tarde, conoció también al pintor y escultor surrealista Duchamp.
El curador Hans Ulrich Obrist -organizador de su retrospectiva en Londres- dijo sobre  Hurtado: "Luchita siempre ha tenido esta identidad muy fluida, que hace que su arte sea tan del siglo XXI", también,  "Tenemos que contextualizarla claramente con la vanguardia histórica".  "Navegó un siglo de contextos diferentes y jugó un papel importante en todos ellos". En su obra, difumina las líneas entre los mundos micro y macroscópico; estuvo a la vanguardia no solamente del surrealismo espiritual, sino también de los movimientos de arte ambiental y feminista, como dijo Obrist.
Su reconocimiento fue muy tardío; recibió el interés de la crítica especializada, a partir de su participación en la Bienal del Hammer Museum de Los Ángeles en 2018, cuando ya tenía 97 años de edad. En la muestra titulada Made in L. A. 2018, llamó la atención la vitalidad y actualidad de su trabajo, realizado sobre todo en la década de los años 70. Su obra mezcla formas abstractas biomórficas, patrones indígenas y figuras totémicas más figurativas, en las que representa partes del cuerpo femenino.
El crítico de arte Christopher Knight dijo del trabajo de Luchita Hurtado: "Las formas vagamente surrealistas de sus dibujos recuerdan densas pictografías de una variedad de culturas, antiguas y modernas. Entre ellas están las pinturas rupestres prehistóricas, el arte tribal del noroeste y suroeste, los relieves precolombinos y las pinturas y esculturas abstractas"
En 2019, Hurtado fue incluida en el TIME 100: Most Influential People, cuando contaba con 98 años.
Hurtado murió en 2020, poco antes de cumplir los cien años, por causas naturales.

## Exposiciones
- 2018: Hammer Museum, Made in L.A. 2018.
- 2017: Annenberg Community Beach House, Santa Mónica.
- 2016: Park View Gallery, Los Ángeles.
- 2016: Night Club Gallery, Chicago.
- 1994: Carnegie Art Museum, Oxnard, California.
- 1974: Grandview Gallery, Woman's Building, Los Ángeles.
- 1970: Tally Richards Gallery, Taos, New Mexico.
- 1953: Paul Kantor Gallery, Los Ángeles.